# Безмер (област Ямбол)
 Тази статия е за селото в област Ямбол.  За другото българско село с това име вижте Безмер (област Добрич).  
Безмèр е село в Югоизточна България, община Тунджа, област Ямбол.

## География
Село Безмер се намира на около 7 km западно от областния център Ямбол. Разположено е в северозападната част на Ямболското поле. Климатът е преходноконтинентален, почвите в землището са преобладаващо излужени смолници и типични канелени горски почви. Надморската височина в центъра на селото при сградата на читалището е около 190 m, в северния му край нараства до около 215 m, а в южния намалява до около 165 – 170 m.
От Ямбол до Безмер води третокласният републикански път III-555 (Ямбол – Нова Загора), продължаващ на запад към село Бозаджии в област Сливен, а от Безмер на юг се отклонява общински път, водещ към връзка с третокласния републикански път III-5503 и по него към селата Болярско, Бояджик и други.
На около 1,5 km южно от селото минава железопътната линия Пловдив – Бургас, на която има гара Безмер.
В землището на Безмер има 3 микроязовира.
Населението на село Безмер, наброявало 1748 души към 1934 г. и 2093 към 1975 г., намалява с около 28% до 1506 към 1992 г. (предимно след 1985 г.), а към 2019 г. наброява 1036 души (по текущата демографска статистика за населението).
При преброяването на населението към 1 февруари 2011 г. от обща численост 1143 лица, за 931 лица е посочена принадлежност към „българска“ етническа група, за 18 – към ромска, за 186 – не е даден отговор (за 8 лица в справката не са посочени данни).

## История
След края на Руско-турската война 1877 – 1878 г., по Берлинския договор селото остава на територията на Източна Румелия. От 1885 г. – след Съединението, то се намира в България с името Хамзорен. Преименувано е на Безмер през 1934 г.
Наличието на 22 тракийски надгробни могили в земите на днешното село Безмер свидетелства за населеност още през времето на траките. През XIV и XV век тези земи са заселени от турско и номадско население. Много местности около селото продължават да носят някогашните си турски наименования.
Около 1800 г. в селото започват да се заселват българи от Хасково и селата Питово и Стоил войвода, Сливенско.
По неофициална информация, училище в село Безмер е открито през 1879 г., като в началото за учебно помещение служи частна къща. В Държавния архив – Ямбол се съхраняват началните документи от 1909 г. и следващи на/за Средищно народно основно училище „Паисий Хилендарски“ в село Безмер, и последните до 2008 г. документи на/за Основно училище „Паисий Хилендарски“ в село Безмер. През 1928 г. е построено читалище „Светлина“.
През 1934 г. жителите на селото построяват християнски храм Света София.
В Държавния архив – Ямбол се съхраняват документите по съответни периоди на/за Трудово кооперативно земеделско стопанство (ТКЗС) – село Безмер, Ямболско и структурите, през които то преминава след учредяването му през 1945 г.:
- ТКЗС при Кредитна кооперация – село Безмер (1945 – 1950);
- ТКЗС – село Безмер (1950 – 1958);
- Производствена бригада – село Безмер при Обединено трудово кооперативно земеделско стопанство – село Роза, Ямболско (виж фонд № 769 (1959 – 1975));
- Производствена бригада – село Безмер при Комплексна опитна станция (КОС) – Ямбол (виж фонд № 776 (1975 – 1992));
- Производствена кооперация „Напредък“ – село Безмер, Ямболско (1992 – 2006).

През 1973 г. е открита целодневна детска градина „Атанас Христов“ с две групи.

## Обществени институции
Село Безмер към 2020 г. е център на кметство Безмер.
В село Безмер към 2020 г. има:
- действащо читалище „Светлина 1928“;[15][16]
- действаща само на големи религиозни празници православна църква „Света София“;[17]
- пощенска станция.[18]
- Целодневна детска градина „Атанас Христов“.

## Културни и природни забележителности
- 22 тракийски надгробни могили;
- Музейна сбирка в Народното читалище „Светлина“.

## Редовни събития
2 май – празник на селото.

## Личности
- Звездомир Керемидчиев от група „Ахат“;
- Кирчо Карагьозов[19] – народен представител от XLII народно събрание и XLIII народно събрание.

## Други
Край селото е разположена авиобаза „Безмер“.
На границата между село Безмер и село Бозаджии работи фотоволтаичен проект от 4000 kW.